# Deux Heures à tuer
Ne doit pas être confondu avec Deux Jours à tuer.
Pour plus de détails, voir Fiche technique et Distribution.
Deux Heures à tuer est un film policier français réalisé par Ivan Govar et sorti en 1966.

## Synopsis
Dans la salle d'attente de la gare d'Auvernaux, l'ambiance est des plus animées. Plusieurs passagers qui ont manqué leur train (un riche malentendant, son épouse, un homme peu bavard et une jeune femme) attendent le suivant, prévu à 23 h 48, et discutent du tueur de jeunes filles qui sévit dans la région. Alors que le criminel poursuivi par la police pourrait bien être dans les environs, un homme venu de Paris et ayant également raté le train, mène l'enquête parmi les occupants de la gare, sans dévoiler sa profession.

## Fiche technique
- Titre original : Deux Heures à tuer
- Titre international anglais : Two Hours to Kill
- Réalisation : Ivan Govar
- Scénario : Bernard Dimey et Vahé Katcha d'après la pièce de théâtre La Farce de Vahé Katcha
  - Adaptation et dialogue : Bernard Dimey
- Musique : André Popp et chanson chantée par Catherine Sauvage
- Direction artistique : Claude Blosseville
- Photographie : Pierre Levent
- Montage : Alix Paturel
- Son : Raymond Gauguier
- Production déléguée : Jean-Claude Bergey
- Sociétés de production : C.R.K. Films et Prodibel
- Société de distribution : Inter-France-Distribution
- Lieux de tournage : intérieurs aux Studios de Boulogne et extérieurs à la gare de Mennecy (91)
- Pays de production :  France
- Langue originale : français
- Genre : policier
- Durée : 79 minutes
- Format : noir et blanc - 35 mm - 1,65:1 - son mono
- Date de sortie :
  - France : 14 janvier 1966
- Affiche : Jean Mascii (France)

## Distribution
- Pierre Brasseur : Laurent
- Michel Simon : Jérôme, dit « Nénette » , l'employé de la consigne
- Raymond Rouleau : Jean de Rock
- Jean-Roger Caussimon : Gabriel Damerville / narrateur (voix)
- Catherine Sauvage : Diane Damerville
- Marcel Pérès : Alphonse, le chef de gare
- Paul Gay : Lucien
- Julie Fontaine : Livia
- Bernard Jousset
- Jacques Galland
- Gilbert Servien
- Micheline Genty
- Jacques Riffaud
- Jean Brunel
- Renaud Saint-Pierre
- Denise Peron
- Michelle Grimault

## Autour du film
L'intrigue du film se situe autour de la gare d'Auvernaux. C'est une gare fictive car cette commune de l'Essonne ne dispose en réalité d'aucune gare sur son territoire : c'est la gare de la commune voisine Mennecy qui a été utilisée pour le tournage.
Ce film clôture la carrière du réalisateur Ivan Govar à la suite de l'accueil timide de ce film par le public et les critiques français.